# Google TV
 Google TV  és una plataforma Smart TV de Google. Va ser anunciat el 20 de maig 2010, a esdeveniment Google I/O i va ser co-desenvolupat per Google, Intel, Sony i Logitech. Google TV integra el sistema operatiu Android, i la versió per a Linux de Google Chrome, per crear una televisió interactiva amb un nivell superior als sistemes d'Internet per televisió existents, afegint una interfície d'usuari agradable per als llocs WebTV. Google TV va ser llançat oficialment el 6 d'octubre de 2010, incorporat en els dispositius de Sony i Logitech.